# Yandro Quintana
Yandro Quintana (n. 30 ianuarie 1980, Morón, Ciego de Ávila Province⁠(d), Cuba) este un luptător ce a reprezentat Cuba, medaliat olimpic. A participat la 2 ediții ale Jocurilor Olimpice (2004, 2008) în care a câștigat o medalie de aur.